# Camera Obscura
Camera Obscura é uma banda escocesa de indie rock e indie pop, formada em 1996 por Tracyanne Campbell, John Henderson, e Gavin Dunbar. Segue a linha de Belle & Sebastian. 

## Integrantes

### Membros actuais
- Tracyanne Campbell - guitarra e voz
- Kenny McKeeve - guitarra, bandolim, harmónica e voz
- Gavin Dunbar - baixo
- Lee Thomson - bateria
- Nigel Baillie - trompete e percussão

### Antigos membros
- Nigel Baillie – trompete, percussão
- John Henderson (1996-2004) – vocal, percussão
- Richard Colburn – bateria
- David Skirving – vocal, guitarra
- Lindsay Boyd – teclados
- Carey Lander - piano, órgão e voz (falecida em 2015)

## Discografia

### Álbuns
- Biggest Bluest Hi Fi (Novembro de 2001, Andmoresound)
- Underachievers Please Try Harder (Setembro de 2003, Elefant)
- Let's Get Out of This Country (Junho de 2006, Merge)
- My Maudlin Career (Abril de 2009)
- Desire Lines (Junho de 2013, 4AD)

### Singles
- "Park and Rid" (Março de 1998, Andmoresound)
- "Your Sound" (Dezembro de 1998, Andmoresound)
- "Eighties Fan" (Junho de 2001, Andmoresound)
- "Teenager" (Maio de 2003, Elefant)
- "Keep It Clean" (Julho de 2004, Elefant)
- "I Love My Jean" (Março de 2005, Elefant)
- "Lloyd, I'm Ready to be Heartbroken" (Maio de 2006, Elefant)
- "Let's Get Out of This Country" (Setembro de 2006, Elefant)
- "If Looks Could Kill" (Janeiro de 2007)
- "Tears for affairs" (Abril de 2007)
- "French Navy" (Abril de 2009, 4AD)
- "Honey in the sun" (Agosto de 2009, 4AD)
- "The Sweetest Thing" (Novembro de 2009, 4AD)
- "The Blizzard" (Dezembro de 2009, 4AD)
- "The Night are Cold" (Maio de 2010, 4AD)
- "Do it Again"(maio de 2013, 4AD)
- "Break It to You Gently" (outubro de 2013, 4AD)
- "Troublemaker"

### Compilações e EPs
- Rare UK Bird (Dezembro de 1999, Quattro), lançado apenas no Japão